# Волфганг Бретхолц
Волфганг Бретхолц (на немски: Wolfgang Bretholz) е швейцарски журналист и писател на произведения в жанра публицистика и историческа документалистика. Писал е и под псевдонимите Валтер Бартц и Ото Олм.

## Биография и творчество
Волфганг Бретхолц е роден на 28 август 1904 г. в Брюн, Моравия, Австро-Унгария (сега Бърно, Чехия). Баща му, доктор Бертолд Бретхолц, е историк и директор на държавния архив. Завършва средното си образование в Брюн и следва юридически науки в Берлин и Лайпциг. През 1925 година защитава докторат по право в Лайпциг с дисертацията „Печата и правото“.
В периода 1925 – 1927 г. е редактор на вестник „Дрез-днер Нойестен Нахрихтен“, а в периода 1927 – 1929 г. на „Браун-швайгер Нойестен Нахрихтен“. През 1929 г. заминава за Берлин като редактор на седмичното списание „Дас Тагебух“. През 1931 г. става завеждащ на отдел вътрешна политика за вестник "Берлинер Тагеблат” под ръководството на Теодор Волф. Заради множеството антинационалсоциалистически статии („Разчистването на сметките“, март, 1933), през 1933 г. вестникът е закрит, а той напуска Германия. Отива в Прага и работи в периода 1933 – 1935 г. в редакцията на „Прагер Миттад“, след това в периода 1935 – 1939 г.в „Прагер Пресе“. През 1937 г. става кореспондент на в. „Национал-Цайтунг“ в Базел. Малко преди създаването на протектората Бохемия и Моравия през март 1939 г., Бретхолц бяга в Полша. Там работи като репортер на големи швейцарски и шведски вестници. Избухването на Втората световна война го принуждава отново да бяга – първо в Източна Полша, където е интерниран за кратко и пише за Съветското нахлуване в Полша в периода 1939 – 1941 г. Оттам първо пътува до Румъния, а след това в Турция. През 1944 г. пише от България. От 1948 г. живее постоянно в Швейцария, която го натурализира още през 30-те години. След 1950 г. работи за германската преса, наред с други неща, като „дипломатически кореспондент“ на „Welt am Sonntag“. Политически представлява консервативните възгледи по това време.
В следвоенния период Бретхолц публикува и редица книги, посветени на автобиографични преживявания и различни въпроси на световната политика. В книгата „Видях сгромолясването им“ представлява събитията от началото на Втората световна война до спускането на Желязната завеса, която разделя Европа и света на два враждуващи блока. В нея, на базата на срещи и разговори с видни политически личности борили се срещу нацизма и срещу установяването на комунизма, разкрива не малко тайни, умишлено скривани от погледа на „простосмъртния гражданин“, дава възможност на читателя да се освободи от полуистините, да направи сравнение между миналото и настоящето, вярното и подправеното, идеалът и грубата действителност. Описва съдбите на видни личности и водачи, сред които Никола Петков и Коста Лулчев, Георги Димитров и Трайчо Костов, Юлиу Маниу и Братиану, Ана Паукер и Йон Антонеску, Едвард Бенеш и Ян Масарик, Рудолф Слански и Клемент Готвалд, Станислав Миколайчик и Владислав Гомулка, Тито и Дража Михайлович, Матяш Ракоши и Райк, Ласло Наги и Бела Ковач, Маркос, Мохамед Нагиб, Гамал Абдел Насер, Мохамед Реза Пахлави, Мохамад Мосадек, Давид Бен-Гурион.
Волфганг Бретхолц умира на 31 август 1969 г. в Лозана, Во, Швейцария.

## Произведения
- Das System der pressrechtlichen Verantwortlichkeit. Grundlagen für eine Neuregelung der deutschen Pressgesetzgebung (1926)
- Ich sah sie stürzen. Bericht über die Ereignisse in Ost- und Südosteuropa in den Jahren 1944 – 48 (1955)
Видях сгромолясването им, изд. „Бъдеще : Тилиа“ София (1994), прев.
- Indien. Pakistan, Indien, Burma, Thailand (Siam), Laos, Kambodscha, Vietnam. (1957)
- Aufstand der Araber (1960)
- The Soviet Union and the German Question. In: Bulletin (1964)

### Екранизации
- 1966 Der Rivonia-Prozess
- 1967 Slatin Pascha – тв минисериал, 2 епизода
- 1968 Der Fall Petkov – тв филм
- 1968 Der Fall Tuchatschewskij – тв филм
- 1969 Kim Philby war der dritte Mann – тв филм
- 1970 Der Fall Sorge – тв филм